# Andrej Mežulis
Andrej Valentinovič Mežulis (in russo Андрей Валентинович Межулис?), noto anche come Andrey Mezhulis (Novoaltajsk, 13 marzo 1968) è un attore russo.

## Filmografia

### Cinema
- Interesnye muzhchiny, regia di Yuriy Kara (2003)
- Smert Tairova, regia di Boris Blank (2004)
- Cherv, regia di Aleksey Muradov (2006)
- Korolyov, regia di Yuriy Kara (2007)
- Beglyanki, regia di Yusup Razykov (2007)
- Begushchaya po volnam, regia di Valeriy Pendrakovskiy (2007)
- Snow Doesn't Melt Forever, regia di Victoria Markina (2009)
- Tertium non datur, regia di Sergey Sotnichenko (2010)
- Reyder, regia di Vsevolod Aravin (2011)
- Rzhevskiy protiv Napoleona, regia di Marius Balchunas (2012)
- SOS, Ded Moroz, ili Vsyo sbudetsya!, regia di Arman Gevorgyan (2015)

### Film TV
- Trevozhnyy otpusk advokata Larinoy, regia di Aleksandr Stekolenko (2008)
- Malchik i devochka, regia di Leonid Bochkov (2010)

### Serie TV
- Okhota na izyubrya – serie TV, 12 episodi (2005)
- V ritme tango – serie TV, episodi 1x2-1x3 (2006)
- Kto v dome khozyain? (2006)
- Besy – serie TV, 4 episodi (2006)
- Pelagiya i belyy buldog (2009)
- Pri zagadochnykh obstoyatelstvakh (2009)
- Univer – serie TV, episodi 4x39 (2010)
- Demony (2011)
- Okhota na gaulyaytera (2012)
- Pepel – serie TV, episodi 1x5 (2013)
- Balabol (2014)
- Perelyotnie ptitsi – serie TV, 4 episodi (2014)
- Rozysk 3 (2015)